# Wege im Zwielicht
Wege im Zwielicht ist ein 1947 entstandener, 1948 erschienener deutscher Spielfilm von und mit Gustav Fröhlich.

## Handlung
Norddeutschland in der frühen Nachkriegszeit. Die Not ist allumfassend groß, und so mancher Nachkriegsbürger sieht sich mit unüberwindlich scheinenden Problemen konfrontiert. Drei von ihnen, Stefan Kolb, Peter Wille und Sepp Lauterjung, allesamt junge Leute ohne ein Dach über dem Kopf, stehen im Mittelpunkt dieser Geschichte. Sie fliehen vor der Polizei aus dem kriegszerstörten Hannover in die dörfliche Abgeschiedenheit der Lüneburger Heide, um sich dort zu verstecken. Man wirft ihnen vor, einen Schwarzmarktschieber getötet zu haben. In einem Heidedorf geraten sie an den örtlichen Bürgermeister Otto Lukas. Der versucht ihnen zu helfen, so gut er nur kann, da er fest von der Unschuld der Gejagten überzeugt ist.  Lukas setzt all seine Möglichkeiten ein, Stefan, Peter und Sepp wieder auf die Beine zu helfen. Er überwindet sämtliche bürokratischen Hemmnisse und gibt den jungen Leute eine berufliche Arbeitsperspektive, indem er sie eine Brücke bauen lässt, die zugleich die Dorfanbindung an die Außenwelt fördert. Dabei kommt es zwischen ihm, einem mutmaßlichen Vertreter vergangener Zeiten, und dem jugendlich-stürmischen Stefan, der der Generation Lukas ein Versagen auf ganzer Linie vorwirft, durchaus zu so manchem Wortgefecht.
Die Vorwürfe gegenüber den Deutschen der Generation Lukas treffen jedoch nur bedingt. Der Bürgermeister selbst gehört zwar zu denen, „die sehenden Auges den Karren in den Dreck gefahren haben“ wie es der zornige Stefan formuliert, versucht aber zugleich mit salbungsvoller Güte die Dinge nach 1945 wieder zu ordnen, zumal er selbst ebenfalls nicht ohne Blessuren aus dem verheerenden Zweiten Weltkrieg hervorgegangen ist: Otto Lukas hat im Schlachtengetümmel ein Auge verloren und humpelt angesichts einer schweren Beinverletzung obendrein. Als dann auch noch sowohl Lukas als auch Kolb um die Gunst von ein und derselben Frau, der jungen Edith Siems, buhlen, geraten die beiden auch noch privat über Kreuz. Dies droht das Verhältnis der beiden unterschiedlichen Männer zusätzlich zu belasten. In seinem Edelmut verzichtet der Ältere der beiden auf ein Liebesglück mit der Angebeteten und geht. Ex-Bürgermeister Lukas wischt noch einmal mit den Fingern über seinen leer geräumten Schreibtisch im Amtsbüro und verlässt Raum und Dorf. Es ist sein Versuch, dem Weg im Zwielicht zu entkommen und einen Weg in eine (bessere) Zukunft einzuschlagen. 

## Produktionsnotizen
Wege im Zwielicht entstand zwischen August und Oktober 1947 in Niedersachsen: der Lüneburger Heide, in Hannover und rund um Celle. Die Uraufführung erfolgte am 9. April 1948 in Hannover. Die Berliner Premiere war am 27. August 1948 (West) bzw. am 9. Mai 1949 (Ost).
Die Filmbauten schuf Erich Grave, Willi Wiesner war Produktionsleiter. Heinz Pehlke assistierte Chefkameramann Franz Weihmayr.

## Kritiken
Der Film fand bei der Premiere in Hannover, vor allem bei jungen Kinogängern, aus mehreren Gründen keine Gnade und wurde heftig ausgepfiffen, wie Der Spiegel zu berichten wusste. In der Einschätzung des Hamburger Nachrichtenmagazins hieß es im selben Artikel weiter: „Es stellte sich indessen heraus, daß der Film sein realistisches Thema mit romantisierenden Schnörkeln verbrämt hat. Es kommt dabei so etwas wie eine Stromlinie mit gar anmutigen Stuckarabesken heraus. (…) Es sieht so aus, als habe der Film sich nicht zugetraut, allein mit dem Echten und Wahren zu wirken. Er tut allerlei von dem hinzu, was von alters her in Drehkochbüchern als publikumswirksames Streckmittel empfohlen wird. Es förderte auch diesmal die Tränensekretion.“
Für das Lexikon des Internationalen Films war dieser Film ein „für die ersten Nachkriegsjahre typischer Versuch westdeutscher Lebenshilfe mit hemdsärmeliger Aufbaumentalität.“